# Hakim Guenouche
Hakim Guenouche (* 30. Mai 2000 in Nancy) ist ein französischer Fußballspieler.

## Karriere

### Verein
Er begann mit dem Fußballspielen bei der AS Nancy. Nachdem er dort alle Jugendmannschaften durchlaufen hatte, wechselte er im Sommer 2018 in die Schweiz zum FC Zürich. Dort kam er auch zu seinem Profidebüt in der Super League, als er am 9. Dezember 2018, dem 17. Spieltag, bei der 0:2-Auswärtsniederlage gegen den FC Basel in der 46. Spielminute für Mirlind Kryeziu eingewechselt wurde.
Im Sommer 2019 wechselte er nach Deutschland zum Drittligisten KFC Uerdingen 05. In der 3. Liga absolvierte er insgesamt neun Partien, in denen er ein Tor vorbereitete. Sein Vertrag bei den Krefeldern wurde im beidseitigen Einvernehmen nach der Saison 2019/20 aufgelöst.
Nach einem Jahr ohne Verein wechselte Guenouche zur Saison 2021/22 zum österreichischen Zweitligisten SC Austria Lustenau, bei dem er einen bis Juni 2023 laufenden Vertrag erhielt. Für Lustenau absolvierte er in seiner ersten Spielzeit 27 Partien in der 2. Liga. Mit den Vorarlbergern stieg er zu Saisonende als Meister in die Bundesliga auf. In der Saison 2022/23 kam er dann 30 Mal zum Zug im Oberhaus.
Zur Saison 2023/24 wechselte Guenouche zum Ligakonkurrenten FK Austria Wien, bei dem er einen bis Juni 2026 laufenden Vertrag erhielt.

### Nationalmannschaft
Hakim Guenouche ist auch auf mehreren Ebenen der Jugendnationalmannschaften des Französischen Fußballverbandes aufgelaufen.